# محمد حنيفة
محمد حنيفة محمد نافافي ويعرف أختصارًا باسم M. H. M. Navavi (من مواليد 3 أغسطس 1946) هو سياسي سيريلانكي وعضو برلمان سابق. كان نافافي أحد مرشحي الجبهة الوطنية المتحدة للحكم الرشيد في مقاطعة بوتالام في الانتخابات البرلمانية لعام 2015 ولكنه فشل في الفوز بالأنتخابات. ومع ذلك، بعد الانتخابات تم تعيينه عضوًا في القائمة الوطنية في البرلمان السيريلانكي. وفي مايو 2018 قدم محمد حنيفة استقالته من البرلمان.